# Kulový integrátor

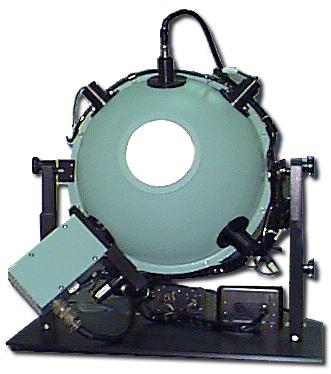
Kulový integrátor

Kulový integrátor či fotometrický integrátor, též integrační koule, je fotometrický laboratorní měřicí přístroj, který slouží k měření světelného toku světelných zdrojů a svítidel. Díky tomu se také používá k určení účinnosti svítidel a kalibraci etalonů světelných toků.
Kulový integrátor má tvar koule. Ta je dutá a její vnitřní nátěr je bílý, rozptylný, trvanlivý, s velkou odrazností a barevně neselektivní. Kouli je možné otvírat, aby se do ní mohl umístit měřený světelný zdroj. Koule je vybavena okénkem s fotočlánkem. Toto okénko je odstíněné clonou od přímého osvětlení měřeným zdrojem.
Princip měření spočívá v mnohonásobných odrazech, ke kterým dochází uvnitř koule. Těmito mnohonásobnými odrazy se osvětlí též okénko s fotočlánkem. Osvětlenost je přímo úměrná toku světelného zdroje. Obvykle je měřen fotoproud velmi přesnými měřiči, jejichž rozlišení je až 0,1 pA. Světelný tok se obvykle měří substituční metodou při užití etalonu světelného toku.
Kulové integrátory se především liší ve svém průměru a tím také danou maximální velikostí umístitelného světelného zdroje či svítidla. Průměry do asi 0,2 m se používají k měření LED. Větší (až do 3 m) se používají k měření svítidel až do délky 2 m.